# Campionat d'Anglaterra de rugbi a 15 2017-2018
El Campionat d'Anglaterra de rugbi a 15 2017-2018 on el vigent campió són els Exeter Chiefs que defensen el títol aconseguit l'any anterior, s'inicià el 2 de setembre del 2017. La temporada va acabar-se el 26 de maig del 2018 on els Saracens van derrotar els Exeter Chiefs per 27 a 10 a la final a Twickenham.

## Fase preliminar
| Clubs              | BR      | ER      | GRFC    | H       | LT      | LI      | LW      | NF      | NS      | SS      | S       | WW      |
| ------------------ | ------- | ------- | ------- | ------- | ------- | ------- | ------- | ------- | ------- | ------- | ------- | ------- |
| Bath Rugby         |         | 18 – 20 | 21 – 22 | 38 – 14 | 19 – 34 | 63 – 19 | 26 – 31 | 32 – 33 | 32 – 9  | 33 – 32 | 31 – 21 | 29 – 13 |
| Exeter Rugby       | 42 – 29 |         | 46 – 10 | 31 – 17 | 30 – 6  | 37 – 7  | 31 – 17 | 34 – 24 | 31 – 30 | 34 – 19 | 24 – 12 | 5 – 6   |
| Gloucester RFC     | 20 – 43 | 28 – 21 |         | 37 – 9  | 24 – 17 | 39 – 15 | 25 – 25 | 20 – 21 | 29 – 24 | 20 – 16 | 23 – 17 | 24 – 19 |
| Harlequins         | 20 – 5  | 17 – 41 | 28 – 17 |         | 28 – 31 | 5 – 35  | 22 – 44 | 10 – 28 | 50 – 21 | 42 – 26 | 20 – 19 | 41 – 35 |
| Leicester Tigers   | 23 – 27 | 20 – 13 | 24 – 10 | 33 – 18 |         | 19 – 15 | 16 – 15 | 23 – 25 | 21 – 27 | 35 – 27 | 17 – 29 | 27 – 31 |
| London Irish       | 18 – 22 | 5 – 45  | 29 – 33 | 39 – 29 | 27 – 28 |         | 13 – 17 | 15 – 20 | 25 – 40 | 9 – 13  | 14 – 51 | 22 – 9  |
| London Wasps       | 9 – 25  | 13 – 7  | 49 – 24 | 21 – 24 | 32 – 25 | 24 – 16 |         | 40 – 10 | 36 – 29 | 50 – 35 | 15 – 38 | 30 – 15 |
| Newcastle Falcons  | 29 – 12 | 28 – 20 | 7 – 29  | 11 – 10 | 13 – 30 | 29 – 17 | 22 – 39 |         | 25 – 22 | 35 – 30 | 7 – 29  | 35 – 8  |
| Northampton Saints | 24 – 6  | 14 – 35 | 22 – 19 | 30 – 22 | 24 – 11 | 25 – 17 | 22 – 38 | 22 – 24 |         | 25 – 34 | 13 – 63 | 32 – 24 |
| Sale Sharks        | 32 – 9  | 6 – 10  | 57 – 10 | 30 – 29 | 13 – 35 | 36 – 7  | 28 – 27 | 12 – 13 | 18 – 15 |         | 3 – 13  | 58 – 25 |
| Saracens           | 41 – 6  | 18 – 20 | 62 – 12 | 24 – 11 | 20 – 28 | 44 – 13 | 38 – 19 | 25 – 3  | 55 – 24 | 41 – 13 |         | 46 – 31 |
| Worcester Warriors | 25 – 46 | 10 – 41 | 25 – 15 | 44 – 13 | 5 – 34  | 23 – 8  | 10 – 24 | 27 – 13 | 30 – 15 | 14 – 18 | 3 – 25  |         |

## Classificació
| Classificació general del Premiership | Classificació general del Premiership | Classificació general del Premiership | Classificació general del Premiership | Classificació general del Premiership | Classificació general del Premiership | Classificació general del Premiership | Classificació general del Premiership | Classificació general del Premiership | Classificació general del Premiership | Classificació general del Premiership | Classificació general del Premiership | Classificació general del Premiership | Classificació general del Premiership | Classificació general del Premiership |
| Class.                                | Clubs                                 | Pts                                   | J                                     | G                                     | E                                     | P                                     | B0                                    | BD                                    | pf                                    | pc                                    | p±                                    | af                                    | ac                                    | a±                                    |
| ------------------------------------- | ------------------------------------- | ------------------------------------- | ------------------------------------- | ------------------------------------- | ------------------------------------- | ------------------------------------- | ------------------------------------- | ------------------------------------- | ------------------------------------- | ------------------------------------- | ------------------------------------- | ------------------------------------- | ------------------------------------- | ------------------------------------- |
| 1.                                    | Exeter Rugby                          | 85                                    | 22                                    | 17                                    | 0                                     | 5                                     | 13                                    | 4                                     | 618                                   | 354                                   | 264                                   | 79                                    | 42                                    | 37                                    |
| 2.                                    | Saracens                              | 77                                    | 22                                    | 16                                    | 0                                     | 6                                     | 10                                    | 3                                     | 731                                   | 350                                   | 381                                   | 89                                    | 40                                    | 49                                    |
| 3.                                    | London Wasps                          | 71                                    | 22                                    | 14                                    | 1                                     | 7                                     | 10                                    | 3                                     | 615                                   | 501                                   | 114                                   | 79                                    | 61                                    | 18                                    |
| 4.                                    | Newcastle Falcons                     | 63                                    | 22                                    | 14                                    | 0                                     | 8                                     | 7                                     | 0                                     | 455                                   | 506                                   | -51                                   | 55                                    | 60                                    | -5                                    |
| 5.                                    | Leicester Tigers                      | 63                                    | 22                                    | 13                                    | 0                                     | 9                                     | 5                                     | 6                                     | 537                                   | 472                                   | 65                                    | 61                                    | 55                                    | 6                                     |
| 6.                                    | Bath Rugby                            | 56                                    | 22                                    | 11                                    | 0                                     | 11                                    | 8                                     | 4                                     | 572                                   | 531                                   | 41                                    | 63                                    | 68                                    | -5                                    |
| 7.                                    | Gloucester RFC                        | 56                                    | 22                                    | 11                                    | 1                                     | 10                                    | 8                                     | 2                                     | 490                                   | 597                                   | -107                                  | 65                                    | 73                                    | -8                                    |
| 8.                                    | Sale Sharks                           | 54                                    | 22                                    | 10                                    | 0                                     | 12                                    | 9                                     | 5                                     | 556                                   | 531                                   | 25                                    | 67                                    | 60                                    | 7                                     |
| 9.                                    | Northampton Saints                    | 43                                    | 22                                    | 8                                     | 0                                     | 14                                    | 5                                     | 6                                     | 509                                   | 645                                   | -136                                  | 64                                    | 80                                    | -16                                   |
| 10.                                   | Harlequins                            | 36                                    | 22                                    | 7                                     | 0                                     | 15                                    | 5                                     | 3                                     | 479                                   | 640                                   | -161                                  | 58                                    | 78                                    | -20                                   |
| 11.                                   | Worcester Warriors                    | 36                                    | 22                                    | 7                                     | 0                                     | 15                                    | 5                                     | 3                                     | 432                                   | 601                                   | -169                                  | 54                                    | 74                                    | -20                                   |
| 12.                                   | London Irish                          | 22                                    | 22                                    | 3                                     | 0                                     | 19                                    | 3                                     | 7                                     | 385                                   | 651                                   | -266                                  | 42                                    | 85                                    | -43                                   |

## Fase final
| Semifinals   | Semifinals | Semifinals        |
| ------------ | ---------- | ----------------- |
| Saracens     | 57 – 33    | London Wasps      |
| Exeter Rugby | 36 – 5     | Newcastle Falcons |

| Final        | Final   | Final    |
| ------------ | ------- | -------- |
| Exeter Rugby | 10 – 27 | Saracens |

| Campió   |
| -------- |
| Saracens |